# IC 2059
IC 2059 ist eine linsenförmige Galaxie vom Hubble-Typ SB0 im Sternbild Eridanus südlich des Himmelsäquators. Sie ist schätzungsweise 120 Millionen Lichtjahre von der Milchstraße entfernt und hat einen Durchmesser von etwa 50.000 Lj.
Das Objekt wurde am 29. September 1897 vom US-amerikanischen Astronomen Lewis Swift entdeckt.